# Alloperissa creagraula
Alloperissa creagraula är en fjärilsart som beskrevs av Edward Meyrick 1934. Alloperissa creagraula ingår i släktet Alloperissa och familjen Crambidae. Inga underarter finns listade i Catalogue of Life.